# Lista över moskéer i Sverige

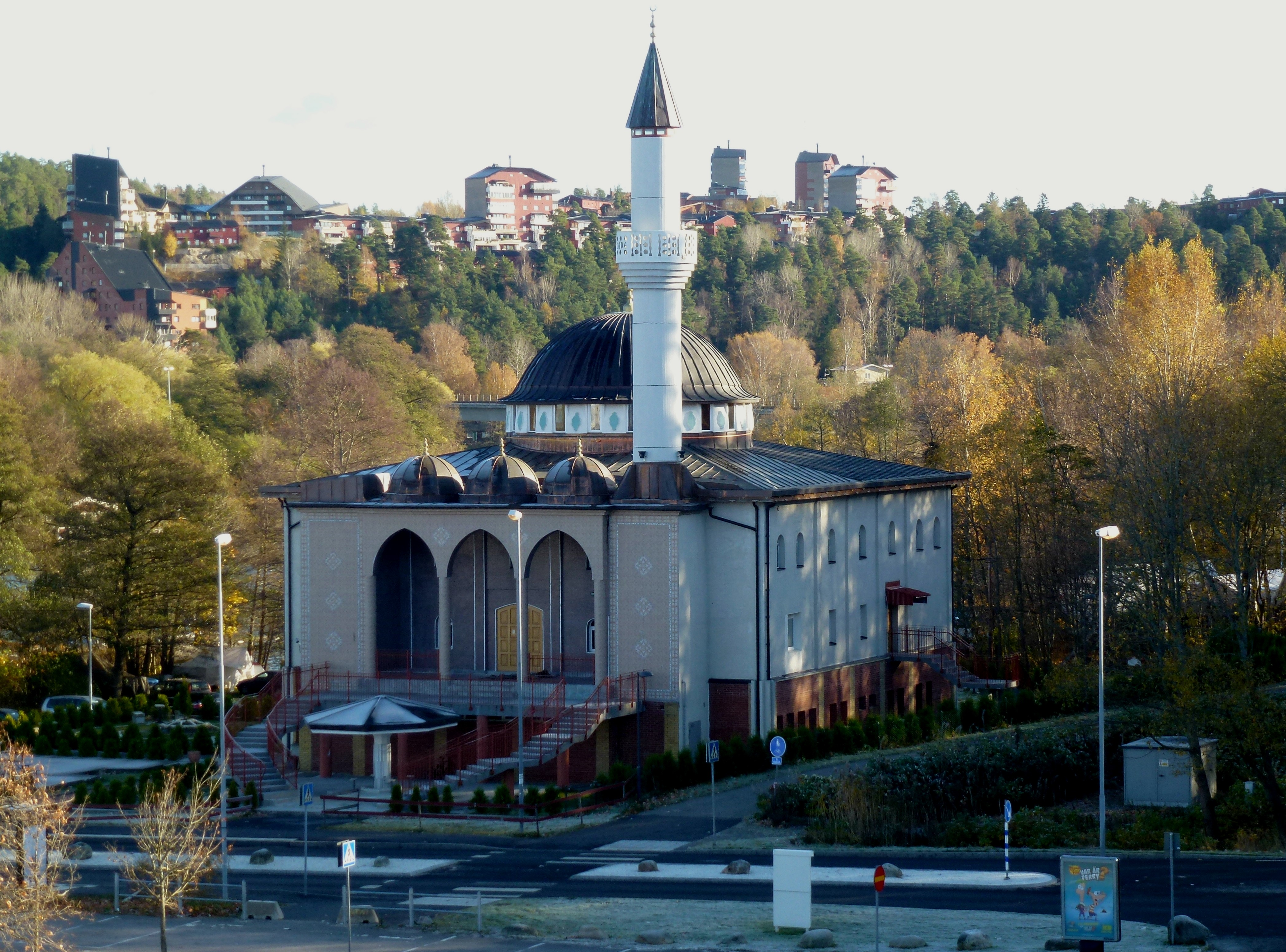
Fittja moské, oktober 2012.

Det här är en lista över moskéer i Sverige. Moskéer i Sverige är endast undantagsvis byggda för att vara religiösa helgedomar, utan de har flyttat in i befintliga lokaler när islam ökat i snabb takt under andra hälften av 1900-talet. "Källarmoské" har kommit att bli benämningen på en lokal som används som moské, ofta inofficiellt och trots att den inte är ändamålsenligt anpassad. Lokalen kan till exempel vara en källare i ett miljonprogramsområde, men också en föreningslokal, en lägenhet eller ett kontorsutrymme. Enligt Sveriges Radios ekoredaktion fanns det år 2005 ungefär 120 källarmoskéer i Sverige. I Malmö finns det minst femton källarmoskéer, varav de flesta är belägna i stadsdelen Rosengård.
Nasirmoskén i Göteborg, tillhörande ahmadiyya-församlingen Ahmadiyya Muslimska Samfundet, är Sveriges första särskilt uppförda moskébyggnad och stod klar 1976.[källa behövs]

Det finns tre moskéer i Sverige som har fått tillstånd från polisen att ha  högtalarutsända böneutrop varje fredag i tre till fem minuter: moskén i Fittja i Botkyrka, moskén i Kungsmarken i Karlskrona och moskén i Araby i Växjö. Tillståndet för samtliga moskéer gäller i 12 månader, därefter måste de ansöka om förnyat tillstånd hos polisen.
| Namn                                          | Kommun / Plats          | År                | Organisation & finansiering | Gren              | Imam                          | Gudstjänstspråk                      |
| Stockholmsområdet                             | Stockholmsområdet       | Stockholmsområdet | Stockholmsområdet | Stockholmsområdet | Stockholmsområdet             | Stockholmsområdet                    |
| --------------------------------------------- | ----------------------- | ----------------- | --- | ----------------- | ----------------------------- | ------------------------------------ |
| Stockholms moské                              | Stockholm               | 2000              | Islamiska Förbundet i Stockholm, sponsrad av Förenade Arabemiraten Fritid Och Lärande Drivs Av Stockholms Moske Och Är En Islamisk, Pedagogisk Församling För Barn Och Ungdomar - Mohammad Boukadida - Ouasila Ben Othman | Sunni             | Mahmoud Khalfi, Khaled Eldeeb | Arabiska, Svenska                    |
| Masjid Aysha (Ayshamoskén)                    | Stockholm               |                   | Drivs av Skandinaviska islamiska organisationen (SIO). | Sunni             | Nasir Ahmad Arif              | Svenska, engelska, urdu och arabiska |
| Fittja moské                                  | Fittja                  | 2007              | Botkyrka Turkiska Islamiska Förening, finansierad av Turkiet via Diyanet. | Sunni Hanafi      |                               | Arabiska, Turkiska                   |
| Handen moské                                  | Haninge                 |                   | En av turkiska myndigheten Diyanets moskéer i Sverige. | Sunni             | Bayram Dağdelen               | Arabiska, Turkiska                   |
| Brandbergens Moské                            | Haninge                 |                   | Haninge Islamiskt Kultur Center | Wahhabi /Salafi   | Karim Laallam                 | Arabiska                             |
| Imam Ali-moskén                               | Järfälla                |                   | Imam Ali Islamic Center, finansierad av Iran | Shia              |                               | Arabiska, Persiska, Svenska          |
| Turkiska islamiska kulturföreningen i Rinkeby | Rinkeby                 |                   | En av turkiska myndigheten Diyanets moskéer i Sverige. | Sunni             |                               | Arabiska, Turkiska                   |
| Bosanska Islamska Zajednica Stockholm         | Spånga                  |                   | | Sunni             | Merzuk ef. Hadžirušidović     | Arabiska, Bosniska                   |
| Mellersta Sverige                             |                         |                   | |                   |                               |                                      |
| Gävle moské                                   | Gävle                   |                   | Drivs av stiftelsen Al-Rashideen Moskén i Gästrikland och finansierades av en stiftelse i Qatar. När den grundades satt imam Riyad Al-Duhan i styrelsen, som är mer känd som Abo Raad. Den qatariska stiftelsen grundades av Abd al-Rahman bin Umayr al-Nuaymi, som var en betydande finansiär av Al-Qaida enligt akademiker vid Uppsala Universitet. |                   | Riyad Al-Duhan aka Abo Raad   |                                      |
| Örebro moské                                  | Vivalla, Örebro         | 2008              | Finansierad av qatariska stiftelsen Eid Charity som har skänkt åtta miljoner till organisationen. Stora delar av moskén förstördes och skadades i en brand år 2017. I moskéns styrelse sitter personer ur qatariska Eyd Charity, som även sitter i styrelsen för Gävle moské. År 2015 försökte moskén ta över en moské i Eskilstuna men utan att lyckas. | Sunni             |                               |                                      |
| Örebros bosniska moské                        | Karlslundsgatan, Örebro | 2020              | | Sunni             | Mesud Muhic                   |                                      |
| Uppsala moské                                 | Uppsala, Kvarngärdet    | 1995              | | Sunni             |                               |                                      |
| Jönköping Diyanet Kultur Föreningen           |                         |                   | En av turkiska myndigheten Diyanets moskéer i Sverige. |                   |                               |                                      |
| Bosniska Moské i Skövde                       | Skövde                  | 2023              | Bosanska Islamska Församlingen i Skövde | Sunni             | Smajo Sahat                   |                                      |
| Stor-Göteborg och Västsverige                 |                         |                   | |                   |                               |                                      |
| Göteborgs moské                               |                         |                   | Finansierad av Saudiarabien. Moskén delar adress med Islamiska förbundet i Göteborg och är en del av organisationerna i FIOE-IFiS nätverket. | Sunni             |                               |                                      |
| Bellevuemoskén                                | Göteborg                |                   | Drivs av Islamic Sunni Centre (ISC) och finansieras av Saudiarabien. | Wahhabi Salafi    |                               |                                      |
| Halmstad moské                                | Halmstad                |                   | Tillhör Sveriges muslimska förbund (SMF) och får därigenom statsbidrag av Myndigheten för stöd till trossamfund. |                   |                               |                                      |
| Nasirmoskén                                   | Göteborg, Högsbo        | 1976              | Sveriges första moské. Tillhör Islams Ahmadiyya församling och byggdes av Mirza Nasir Ahmad från Pakistan. Finansierades av församlingsmedlemmar från Pakistan. | Ahmadiyya         | Musab Rashid                  |                                      |
| Trollhättans moské                            | Trollhättan, Lextorp    | 1985              | Drivs av Islamiska Kulturföreningen i Trollhättan. Finansierad av Förenade arabemiraten, Kuwait och Oman. | Shia              |                               |                                      |
| Borås moské                                   | Borås, Norrby           |                   | Islamiska kulturföreningen i Borås, finansierades av Saudiarabien. | Sunni             |                               |                                      |
| Södra Sverige                                 |                         |                   | |                   |                               |                                      |
| Malmö moské                                   | Malmö                   | 1984              | Moskén drivs av Islamic Center. |                   |                               |                                      |
| Umm Al-Mu’minin Khadijah-moskén               | Malmö                   |                   | Moskén har bekostats av Qatar och drivs av wahhabitsalafistiska Det skandinaviska trossamfundet i Sverige (WAKF). | Sunni             |                               |                                      |
| Mahmoodmoskén                                 | Malmö                   | 2016              | Drivs av Ahmadiyya Muslimska Samförbundet. | Ahmadiyya         | Kashif Mahmood Virk           |                                      |
| Islamiska Kulturcentret i Lund                | Lund                    | 1979              | Moskén grundades av studenter. Är Lunds största moské | Sunni             |                               | Svenska,Engelska och Arabiska        |
| Masjid Lund                                   | Lund                    | 2013              | Församlingen har omkring 140 medlemmar. | Salafism / Sunni  |                               |                                      |
| Muslimska församlingen i Malmö                | Malmö                   | 1972              | Muslimska församlingen i Malmö är en turkisk församling som styrs av turkiska myndigheten Diyanet. Den har enligt egen uppgift 2200 medlemmar. Enligt myndigheten SST har moskén goda relationer till Millî Görüş Malmöavdelning. År 2011, efter decennier av insamling, köpte församlingen en lokal att använda som moské för 8 miljoner. År 2017, skänktes lokalen till Svenska Islam stiftelsen (turkiska: Isveç Diyanet Vakfı) som är en del av Diyanet. |                   |                               |                                      |